# Trevor Griffin
Hon. Kenneth Trevor Griffin (* 14. September 1940; † 7. März 2015 in Adelaide, South Australia) war ein australischer Politiker der Liberal Party, der zwischen 1978 und 2002 Mitglied des South Australian Legislative Council sowie mehrmals Minister war.

## Leben
Kenneth Trevor Griffin absolvierte nach dem Schulbesuch ein Studium der Rechtswissenschaften an der University of Adelaide, welches er mit einem Bachelor of Laws (LL.B.) sowie mit Unterstützung durch ein Baker-Stipendium mit einem Master of Laws (LL.M.) beendete. Nach seiner anwaltlichen Zulassung nahm er eine Tätigkeit als Rechtsanwalt auf. Daneben engagierte er sich als Mitglied des Verwaltungsrates des St Andrew’s Hospital, als Mitglied des Rates der Law Society of South Australia sowie als Mitglied des Rates der South Australian Liberal Party und fungierte von 1973 bis 1976 als Präsident der Liberal Party im Bundesstaat South Australia. Als Jurist war er zudem zwischen 1973 und 1978 Mitglied des Komitees für Rechtsreformen (South Australia Law Reform Committee) sowie von 1976 bis 1979 Mitglied des Südaustralien-Rates des Australischen Steuerinstituts (Taxation Institute of Australia). Ferner war er innerhalb der Uniting Church in Australia zwischen 1977 und 1993 Mitglied der Synode von South Australia und zudem von 1978 bis 1986 Mitglied des Ständigen Ausschusses dieser Synode.
Nach dem Tode seines Parteifreundes Frank Potter am 26. Februar 1978 wurde Griffin am 7. März 1978 für die Liberal Party erstmals Mitglied des South Australian Legislative Council, des Oberhauses des Parlaments von South Australia, und gehörte diesem bis zu seinem Mandatsverzicht am 8. Februar 2002 an. Nach dem Sieg der Liberal Party bei der Wahl am 15. September 1979 wurde er am 18. September 1979 in die Regierung von Premier David Tonkin berufen und fungierte in dieser bis zum 10. November 1982 als Generalstaatsanwalt (Attorney-General) sowie als Minister für Unternehmensangelegenheiten (Minister of Corporate Affairs) und war außerdem zwischen dem 18. September 1979 und dem 9. November 1982 als Leader of the Government in the Legislative Council Vorsitzender der Fraktion der liberalen Regierung im Legislativrat. Nach der Niederlage der Liberalen Partei bei der Wahl am 6. November 1982 fungierte Trevor Griffin vom 10. November 1982 bis zum 4. Dezember 1993 als Deputy Leader of the Opposition in the Legislative Council und somit als stellvertretender Oppositionsführer im Legislativrat. Während dieser Zeit war er außerdem zwischen 1983 und 1991 Vorsitzender und Direktor des Liberal Club sowie außerdem von 1984 bis 1996 als Mitglied des Beirates der zur Uniting Church of Australia gehörenden Westminster School in Adelaide.
Nach dem Wahlsieg der Liberalen Partei bei der Wahl am 11. Dezember 1993 wurde Griffin in die Regierung von Premier Dean Brown berufen und bekleidete in dieser zwischen dem 14. Dezember 1993 und dem 28. November 1996 erneut den Posten als Generalstaatsanwalt sowie zugleich als Minister für Verbraucherangelegenheiten (Minister for Consumer Affairs). In der darauf folgenden Regierung von Premier John Olsen fungierte er vom 28. November 1996 bis zum 22. Oktober 2001 weiterhin als Generalstaatsanwalt sowie als Minister für Verbraucherangelegenheiten und war darüber hinaus zwischen dem 20. Oktober 1997 und dem 22. Oktober 2001 als Justizminister (Minister for Justice) sowie kurzzeitig vom 20. Oktober bis zum 17. Dezember 1997 auch als Minister für Polizei, Justizvollzugs- und Rettungsdienste (Minister for Police, Correctional Services and Emergency Services).
In der anschließenden Regierung von Premier Rob Kerin, der letzten liberalen Regierung bis 2018, übernahm Trevor Griffin zwischen dem 22. Oktober und dem 4. Dezember 2001 weiterhin die Posten als Generalstaatsanwalt, Justizminister und als Minister für Verbraucherangelegenheiten. Des Weiteren war er während der Amtszeiten der Premiers Brown, Olsen und Kerin zwischen dem 14. Dezember 1993 und dem 4. Dezember 2001 Deputy Leader of the Government in the Legislative Council und somit stellvertretender Vorsitzender der Fraktion der liberalen Regierung. Außerdem war er vom 2. Dezember 1997 bis zum 15. Januar 2002 Mitglied des Geschäftsordnungsausschusses sowie zwischen dem 2. Dezember 1997 und dem 8. Februar 2002 Mitglied des Ausschusses für gesetzliche Amtsträger des Legislative Council. Für seinen langen Dienst im öffentlichen Leben, im Parlament und als Generalstaatsanwalt in Südaustralien wurde ihm am 1. Januar 2001 anlässlich des 100-jährigen Bestehens des Australischen Bundes die Centenary Medal verliehen. Am 2. Mai 2002 wurde ihm der Höflichkeitstitel The Honourable verliehen.

## Hintergrundliteratur
- Parliament of South Australia: Statistical Record of the Legislature 1836–2007 (Memento vom 11. März 2019 im Internet Archive)